# Ivana Houserová

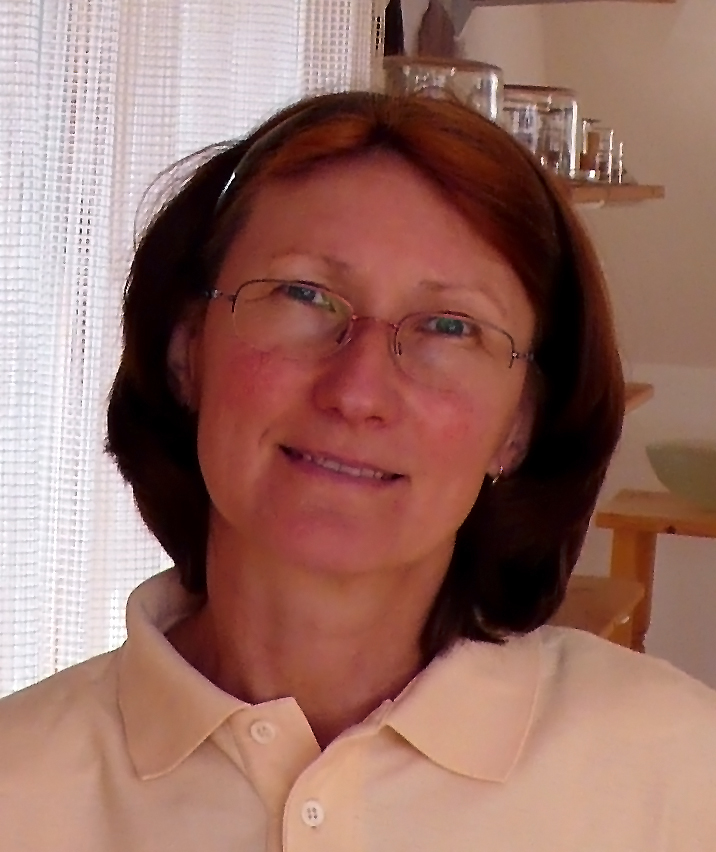
Ivana Houserová (2009)

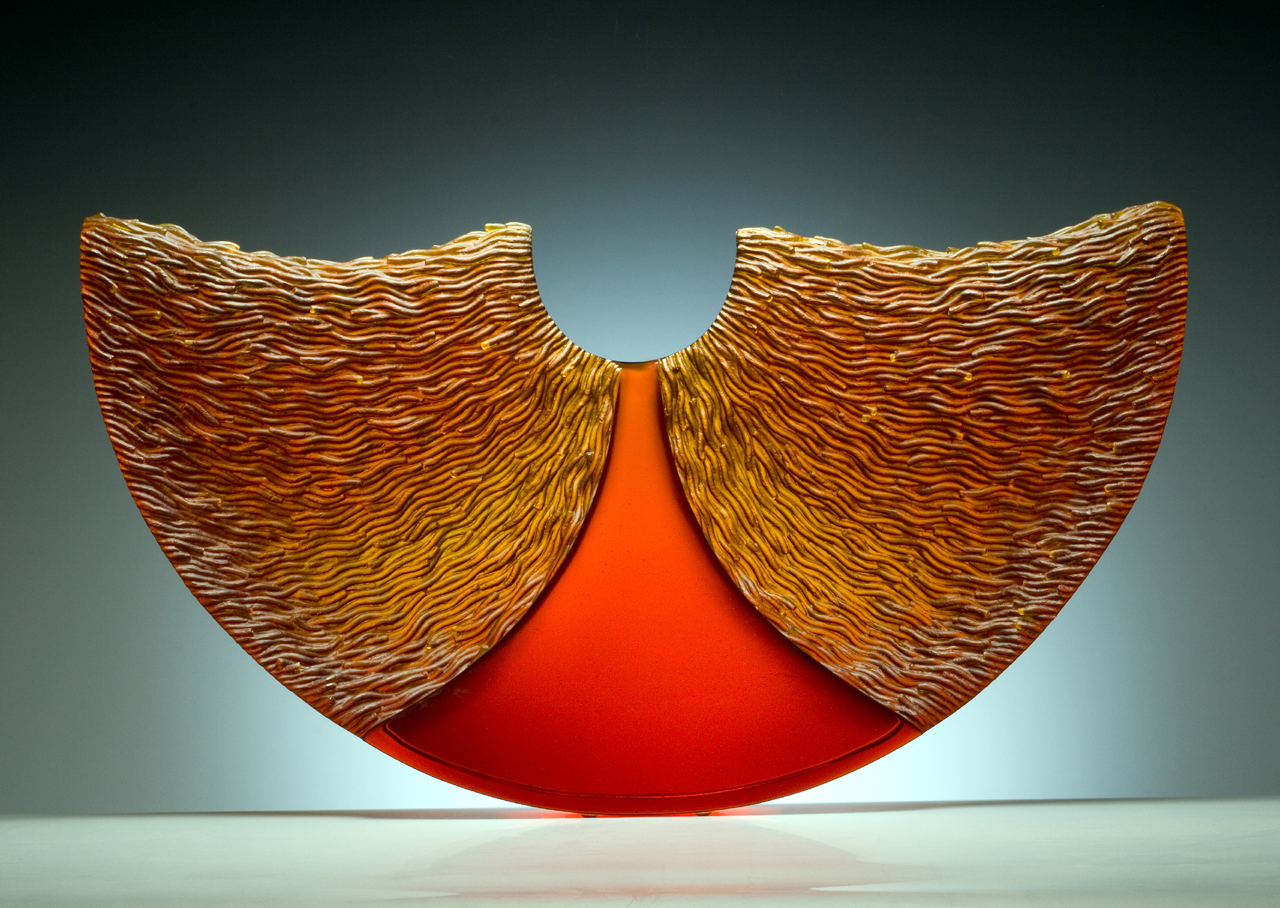
Anděl (Engel) von Ivana Houserová

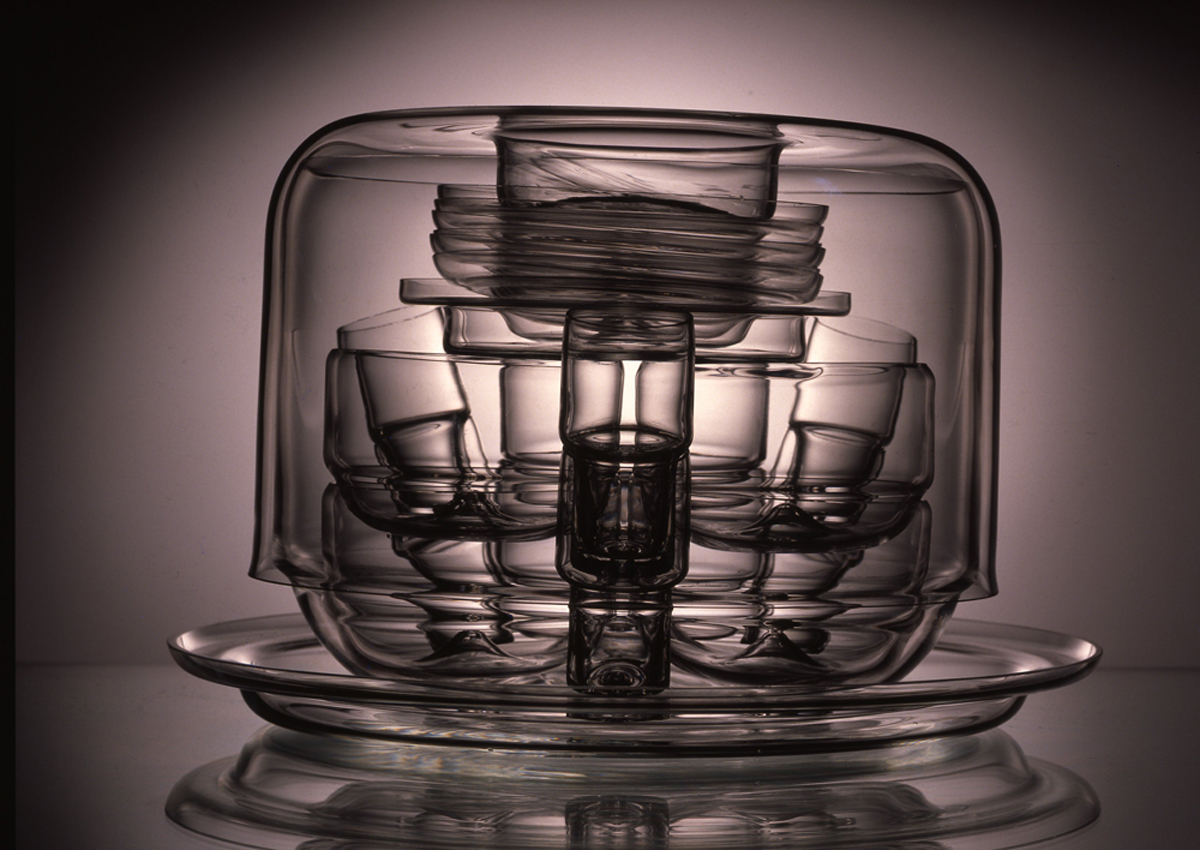
Glas Service Afternoon von Ivana Houserová

Ivana Houserová (* 25. Juni 1957 in Jablonec nad Nisou, Tschechoslowakei; † 5. Juni 2015 in Kněžmost) war eine tschechische Glaskünstlerin und -designerin.

## Leben
Houserová studierte von 1972 bis 1976 an der Kunstgewerbefachschule in Železný Brod in der Abteilung für Glasgravur. Anschließend studierte sie von 1976 bis 1982 an der Akademie für Kunst, Architektur und Design Prag am Glas-Atelier bei Stanislav Libenský. Weitere künstlerische Erfahrung und Impulse für ihre eigene Arbeit erhielt sie im Sommer 1988 an der Pilchuck Glass School in Pilchuck/Washington bei Jiří Harcuba und Ronald Pennell. 1995 stellte sie erstmals als Künstlerin im Musée du verre de Sars-Poteries in Frankreich aus.
Sie nahm in den Jahren 1985, 1988 und 2006 an mehreren internationalen Symposien zu Glas und Glaskunst in Nový Bor sowie 1997 in Leerdam teil.
Im Schuljahr 1984/85 leitete sie einen Kurs für Glasgraveure an der Kunstgewerbefachschule in Železný Brod; im Jahr 2008 kehrte sie an die Schule zurück und war bis zu ihrem Tod zuständig für die Studenten in der Abteilung für Glasschneiden und -schleifen.
Houserová kam im Juni 2015 bei einem Hausbrand in Drhleny, einem Ortsteil der nordtschechischen Gemeinde Kněžmost, im Alter von 57 Jahren ums Leben.

## Ausstellungen
- New Bedford Museum of Glass, New Bedford, Vereinigte Staaten
- The Mary C. O’Keefe Cultural Center of Arts and Education, Ocean Springs, Vereinigte Staaten
- Corning Museum of Glass, Corning, Vereinigte Staaten
- Glasmuseum Ebeltoft, Dänemark
- Musée du Verre de Sars-Poteries, Frankreich
- Museum of Fine Arts, Houston, Vereinigte Staaten
- Museum für Glas und Bijouterie, Jablonec nad Nisou, Tschechien
- Moravská galerie, Brno, Tschechien
- Nordböhmisches Museum, Liberec, Tschechien
- Kunstgewerbemuseum, Prag, Tschechien
- IGS Crystalex, Schloss Lemberk, Tschechien
- Regionalbibliothek, Weiden, Deutschland
- Glasmuseum Coesfeld, Deutschland[3]

## Auszeichnungen

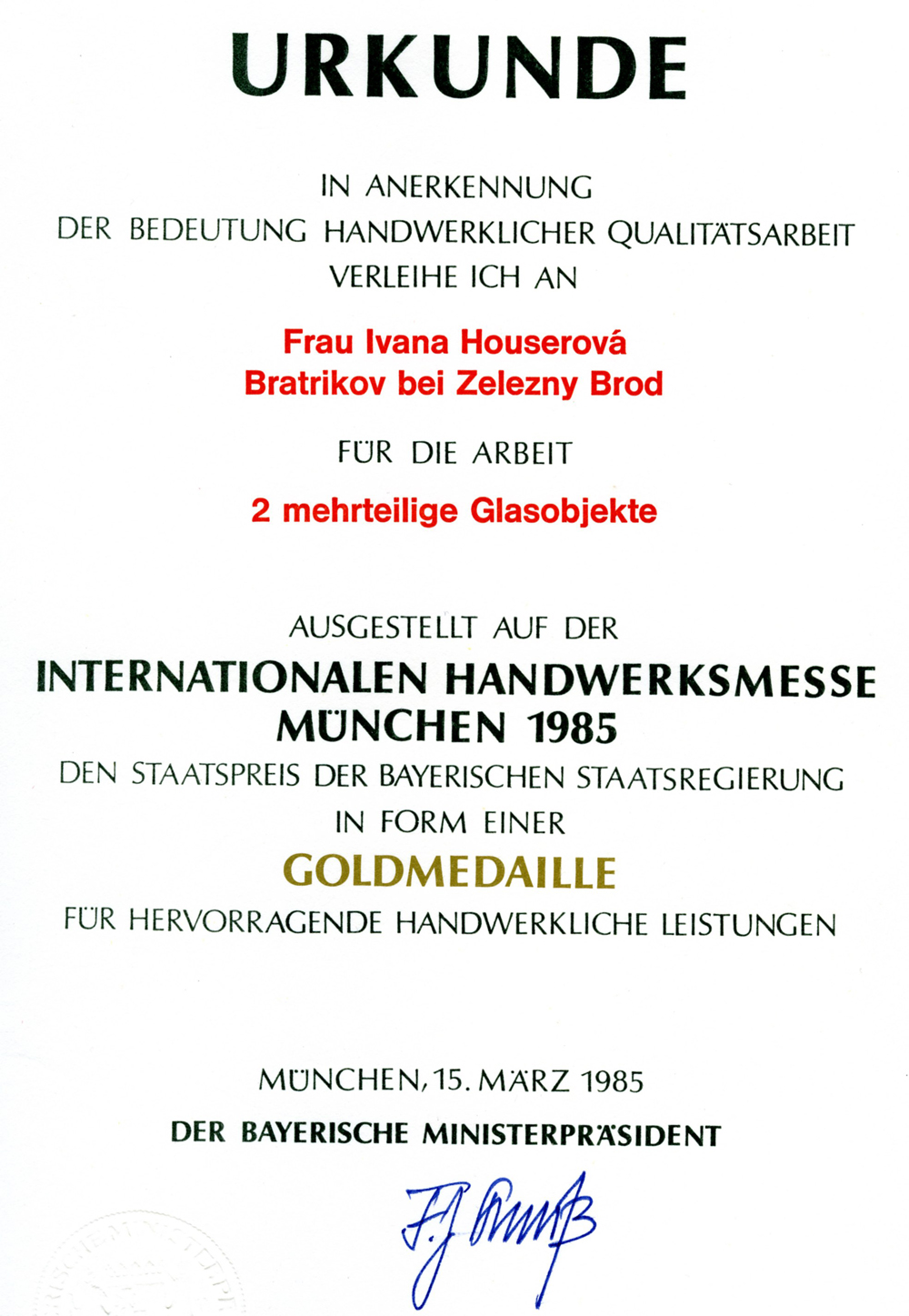
Staatspreis der Bayerischen Staatsregierung in Form einer Goldmedaille

- 1982: Schulpreis der Akademie für Kunst, Architektur und Design Prag, Tschechoslowakei
- 1984: Jugend Gestaltet, Internationale Handwerksmesse, München
- 1985: Bayerischer Staatspreis mit Goldmedaille, IHM, München
- 1987: Gold Star for Quality, BID – Business Initiative Richtung, San Antonio, Vereinigte Staaten
- 1989: NAC Business Excellence Award – National Academy of Commerce, San Antonio
- 1995: Swarovski-Award, 2. Preis – Kunstgewerbemuseum in Prag
- 1996: Grand Prix II. Internationale Triennale Glaskunst Nürnberg, Deutschland
- 1997: Excellent Design 1996 – Design Center Tschechiens
- 1999: Cena Rudolfa II. der Akademie der Bildenden Künste, Prag, Tschechien[4]

## Weiterführende Literatur
- Petrová Sylva: České sklo. Gallery, Praha, 2001, ISBN 80-86010-44-9, S. 61, 75, 79, 116, 123, 144, 215, 225, 244, 264, 275, 276, 277, 279.
- Langhamer Antonín: Legenda o ceském skle. Tigris, Zlín 1999, ISBN 80-86062-02-3, S. 242, 254, 290.
- Petr Nový, Havlíčková Dagmar: Zázračné prameny. Lázeňské a upomínkové sklo. Muzeum Skla a Bižuterie, Jablonec nad Nisou 2009, ISBN 978-80-86397-09-2, S. 143–147, 220.
- Susanne Frantz: Contemporary Glass. A world survey from the Corning Museum of Glass. New York, 1989, ISBN 0-87290-120-3, S. 116.
- Mergl Jan, Pánková Lenka: Moser 1857–1997. Zum 140-jährigen Jubiläum der Firma Moser in Karlsbad. (= Schriften des Passauer Glasmuseums. 3). Moser, Karlovy Vary/Tittling 1997, ISBN 3-927218-96-0, S. 288, 306, 310, 341, 348, 351.
- Langhamer Antonín: Skleněný svět Ivany Houserové. In: Keramika a sklo. 5/2004, Prag, ISSN 1214-5548, S. 3, 20–23.
- Rossini Pavla: Connections ’09 European Glass Sculpture. In: New Glass. 1/2009, New York, S. 21.
- Langhamer Antonín: The World of Glass Ivana Houserova. In: Sklár a keramik. Glass and ceramic Industries. 9–10/2012, Jablonec nad Nisou, ISSN 0037-637X, S. 243, 262, 263.